# Öljaren
Öljaren är en sjö i Julita socken (tillhörande Katrineholms kommun) och Österåkers socken (tillhörande Vingåkers kommun) i Södermanland och ingår i Norrströms huvudavrinningsområde. Sjön har en area på 17,9 kvadratkilometer och ligger 23 meter över havet. Sjön avvattnas norrut till sjön Hjälmaren genom den 1,5 km långa Forsån.

## Allmänt
Vattnet är mycket näringsrikt och övergödning är ett problem. Det har rapporterats om fiskar som dör av syrebrist i sjön.
Badplats finns på sjöns västra sida vid Millerstu.
Vid sjöns östra strand ligger Julita gård, Julita kyrka samt Gimmersta herrgård och på västra sidan ligger godset Forsby. En afton på Öljaren och Vid Öljarns sköna strand är två melodier komponerade av Philip Widén.
Namnet kommer från det fornsvenska Yli, "rasande" (i genitiv Ylia) som förändrats till Ölja(n) och, genom påverkan från namnbruket av närliggande Hjälmaren, till Öljaren.

## Delavrinningsområde
Öljaren ingår i delavrinningsområde (655799-151316) som SMHI kallar för Utloppet av Öljaren. Avrinningsområdets medelhöjd är 39 meter över havet och avrinningsområdets yta är 72,7 kvadratkilometer. Räknas de 7 avrinningsområdena uppströms in blir den ackumulerade arean 200,45 kvadratkilometer. Forsån som avvattnar avrinningsområdet har biflödesordning 2, vilket innebär att vattnet flödar genom totalt 2 vattendrag innan det når havet efter 184 kilometer. Avrinningsområdet består mestadels av skog (31 procent) och jordbruk (32 procent). Avrinningsområdet har 17,81 kvadratkilometer vattenytor vilket ger det en sjöprocent på 24,5 procent.

## Bilder

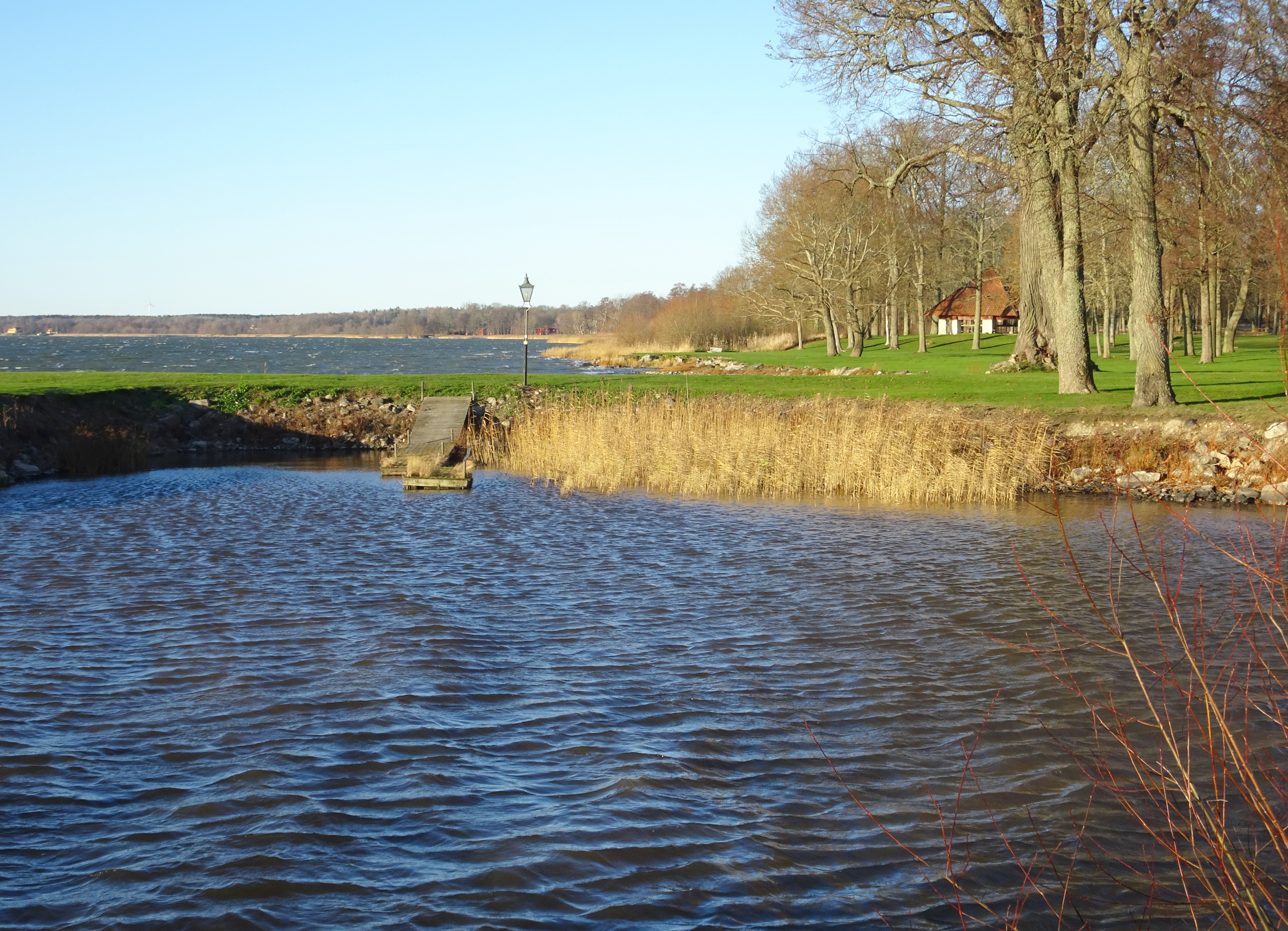
Öljaren vid Gimmersta herrgård.
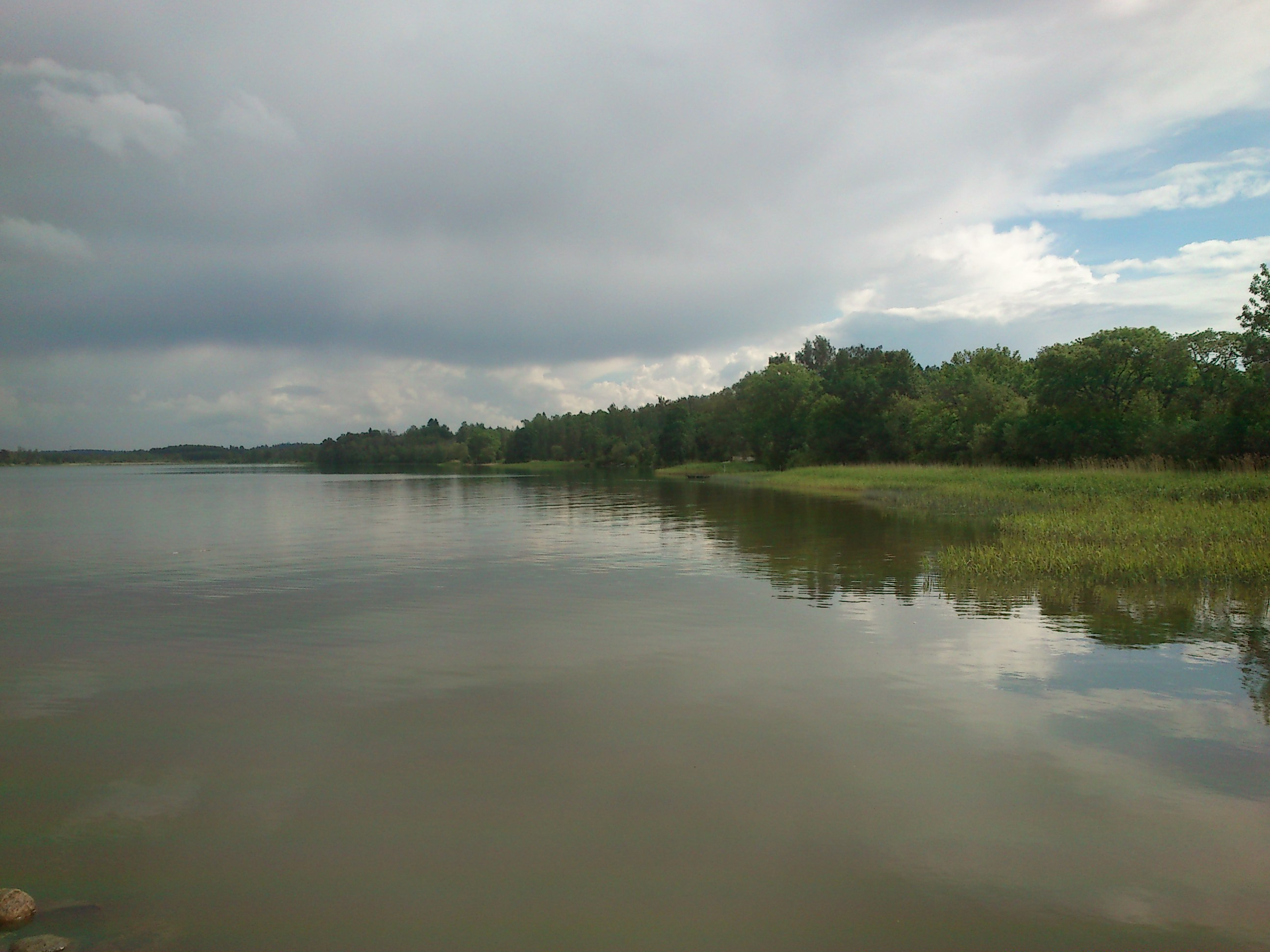
Öljarens södra sida.